# María Pía Fernández
María Pía Fernández (née le 1er avril 1995 à Trinidad) est une athlète uruguayenne, spécialiste du demi-fond. Elle a été championne d'Amérique du Sud 2019 sur 1 500 mètres.

## Biographie
Née à Trinidad, elle se distingue en 2014 en battant le record d'Uruguay de la discipline.
En 2015 elle termine 3e des Championnats d'Amérique du Sud de 2015 sur 1 500 m, avec un nouveau record national.
Lors des Championnats ibéro-américains de 2016 elle remporte la médaille de bronze sur 1 500 m en 4 min 12 s 61, battant son record.
Elle détient également les records nationaux du 3 000 mètres et du 3 000 mètres steeple.
En mai 2019, María Pía Fernández décroche l'or aux championnats d'Amérique du Sud
de Lima. En août, elle termine 5e des Jeux panaméricains en 4 min 10 s 93. Alignée aux Championnats du monde, elle est éliminée au stade des séries, en 4 min 9 s 45.

## Palmarès
| Date | Compétition                    | Lieu           | Résultat | Épreuve | Temps         |
| ---- | ------------------------------ | -------------- | -------- | ------- | ------------- |
| 2015 | Championnats d'Amérique du Sud | Lima           | 3e       | 1 500 m | 4 min 19 s 37 |
| 2016 | Championnats ibéro-américains  | Rio de Janeiro | 3e       | 1 500 m | 4 min 12 s 61 |
| 2018 | Championnats ibéro-américains  | Trujillo       | 2e       | 1 500 m | 4 min 18 s 65 |
| 2018 | Championnats ibéro-américains  | Trujillo       | 1re      | 3 000 m | 9 min 16 s 16 |
| 2019 | Championnats d'Amérique du Sud | Lima           | 1re      | 1 500 m | 4 min 27 s 44 |
| 2021 | Championnats d'Amérique du Sud | Guayaquil      | 2e       | 1 500 m | 4 min 15 s 27 |
| 2023 | Championnats d'Amérique du Sud | São Paulo      | 3e       | 1 500 m | 4 min 16 s 78 |
| 2024 | Championnats ibéro-américains  | Cuiabá         | 1re      | 1 500 m | 4 min 11 s 75 |

### National
- 4 titres sur 800 m : 2011, 2012, 2014, 2017
- 9 titres sur 1 500 m : 2014, 2015, 2017-2022, 2024
- 1 titre sur 3 000 m steeple : 2018

### Records
| Épreuve         | Performance         | Lieu       | Date         |
| --------------- | ------------------- | ---------- | ------------ |
| 800 m           | 2 min 5 s 20        | Santiago   | 31 mars 2024 |
| 1 500 m         | 4 min 7 s 90 (NR)   | Nerja      | 22 mai 2024  |
| 3 000 m         | 9 min 12 s 80 (NR)  | Kessel-Lo  | 4 août 2018  |
| 3 000 m steeple | 10 min 37 s 12 (NR) | Montevideo | 23 mars 2019 |